# Fontaines type Tourny
Les fontaines décoratives françaises de la seconde moitié du XIXe siècle, dites de type Tourny, sorties de la fonderie d'art du Val d'Osne (Haute-Marne), ont connu très vite le succès, tant au niveau français qu'international. Elles sont quasiment toutes en place aujourd'hui dans une vingtaine de villes, et en eau pour une partie d'entre-elles.

## Histoire
Ce modèle de fontaine, créé par Mathurin Moreau pour les sculptures humaines, Alexandre Lambert Léonard (1821-1877) pour les sculptures animalières et Michel Joseph Napoléon Liénard pour l'agencement des sculptures et des ornements (partie animalière et décorative), a obtenu la médaille d’or à l’exposition universelle de Paris en 1855. Elle fut produite et commercialisée par la fonderie Barbezat au Val d'Osne, la plus importante entreprise de fonte d’art française au XIXe siècle. Elle est dénommée vasque T sur la planche 554 du volume 2 du catalogue de la fonderie.

## Description
Ce modèle est proche de celui des fontaines jumelles de la place de la Concorde (Paris), dessinées par Jaques Ignace Hittorff et inaugurées en 1840.
Dédiée à l'univers marin, la fontaine est riche en personnages et symboles. Elle est composée d'un bassin et deux vasques fixées à un mat central. Les jets de la base, sortant de la bouche de seize grenouilles, sont dirigés vers le bassin. D'autres jets et cascadelles partent des niveaux supérieurs.
La symbolique fait l'objet d'une interprétation des experts en statuaire, en l'absence d'une notice du concepteur. L'avis majoritaire est le suivant :  
Les quatre personnages en position assise sont une allégorie de la mer : Neptune, dieu des mers et des océans ; Galatée, une nymphe marine (Néréide) ; Acis, jeune berger amoureux et aimé de Galatée que l'on retrouve à ses côtés et Amphitrite une autre Néréide. De l'eau s'écoule des gueules de monstres placées entre les quatre statues.
Les quatre putti, dominant une vasque octogonale située au dessus, représentent la pêche et le commerce maritime. Ils se tiennent la main en étant tournés vers l'extérieur ; parmi eux, se trouve un "enfant au filet" et un "enfant au gouvernail".
Au sommet de la fontaine, de l'eau s'écoule, de la bouche de dauphins, dans une petite vasque circulaire, mais certaines fontaines présentent d'autres motifs.

### Dimensions et jeu d'eau
- Poids de la fonte : 18 tonnes
- Diamètre du bassin : 11,4 m
- Hauteur: 7 m
- Largeur: 4 m
- Nombre de jets : 43

## Fontaines de ce modèle
On en dénombre une vingtaine dans le monde, parmi lesquelles :

### La fontaine Clemenceau à Soulac-sur-Mer, en France
La fontaine de Soulac-sur-Mer , cédée par la ville de Bordeaux, a été implantée en 1964 sur le rond-point Georges Clemenceau, d'où son nom de Fontaine Clemenceau. Elle a fait l'objet d'une rénovation en septembre-octobre 2014, mais n'est plus en eau.
|  |  |  |

### La fontaine du Mail à Angers, en France

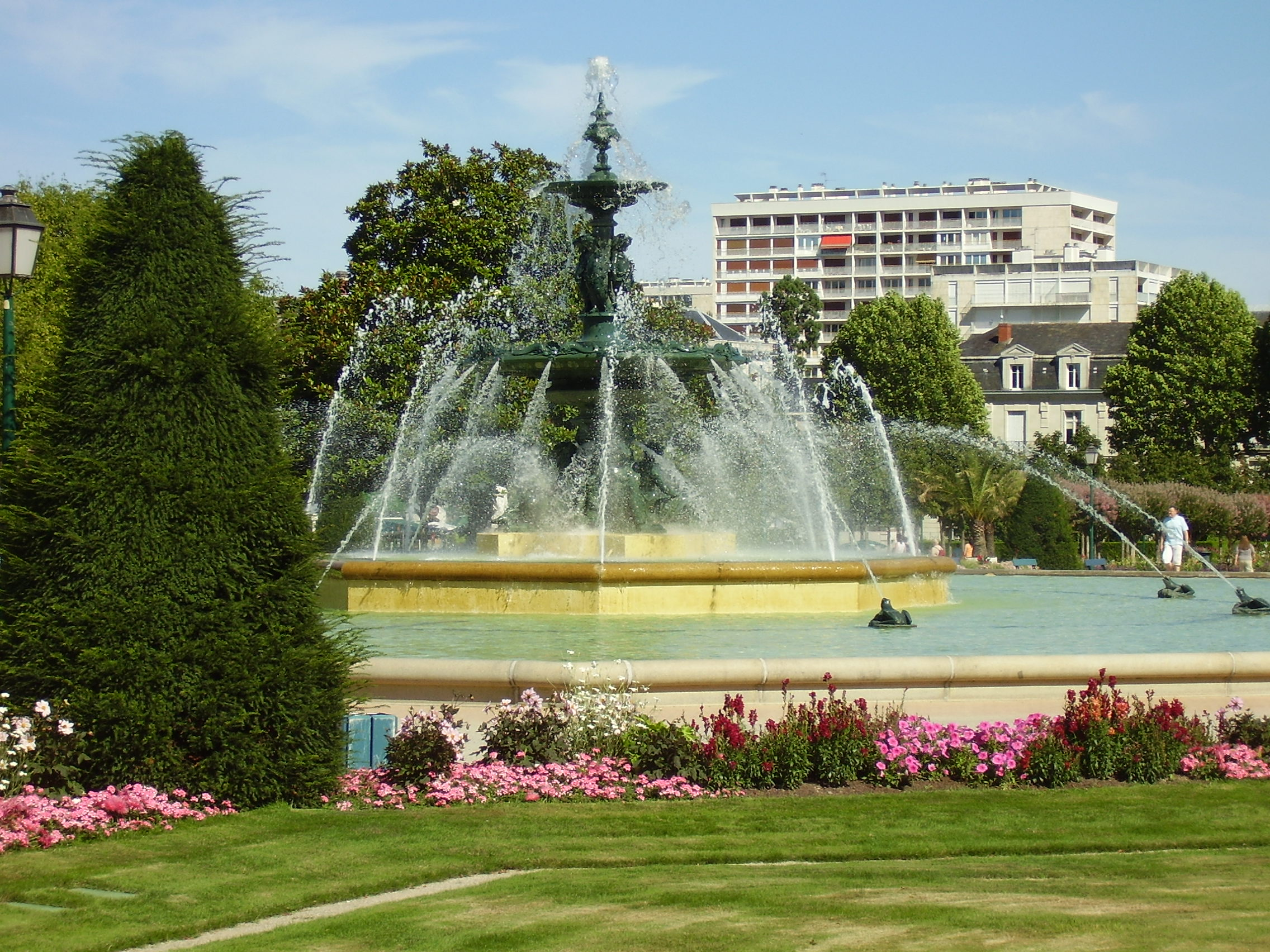
Fontaine du Mail à Angers

Dans le Jardin du Mail à Angers, le maire de l'époque, Ernest-Eugène Duboys, a fait installer cette fontaine en novembre 1855,.

### La fontaine Prince's Square à Launceston, en Tasmanie

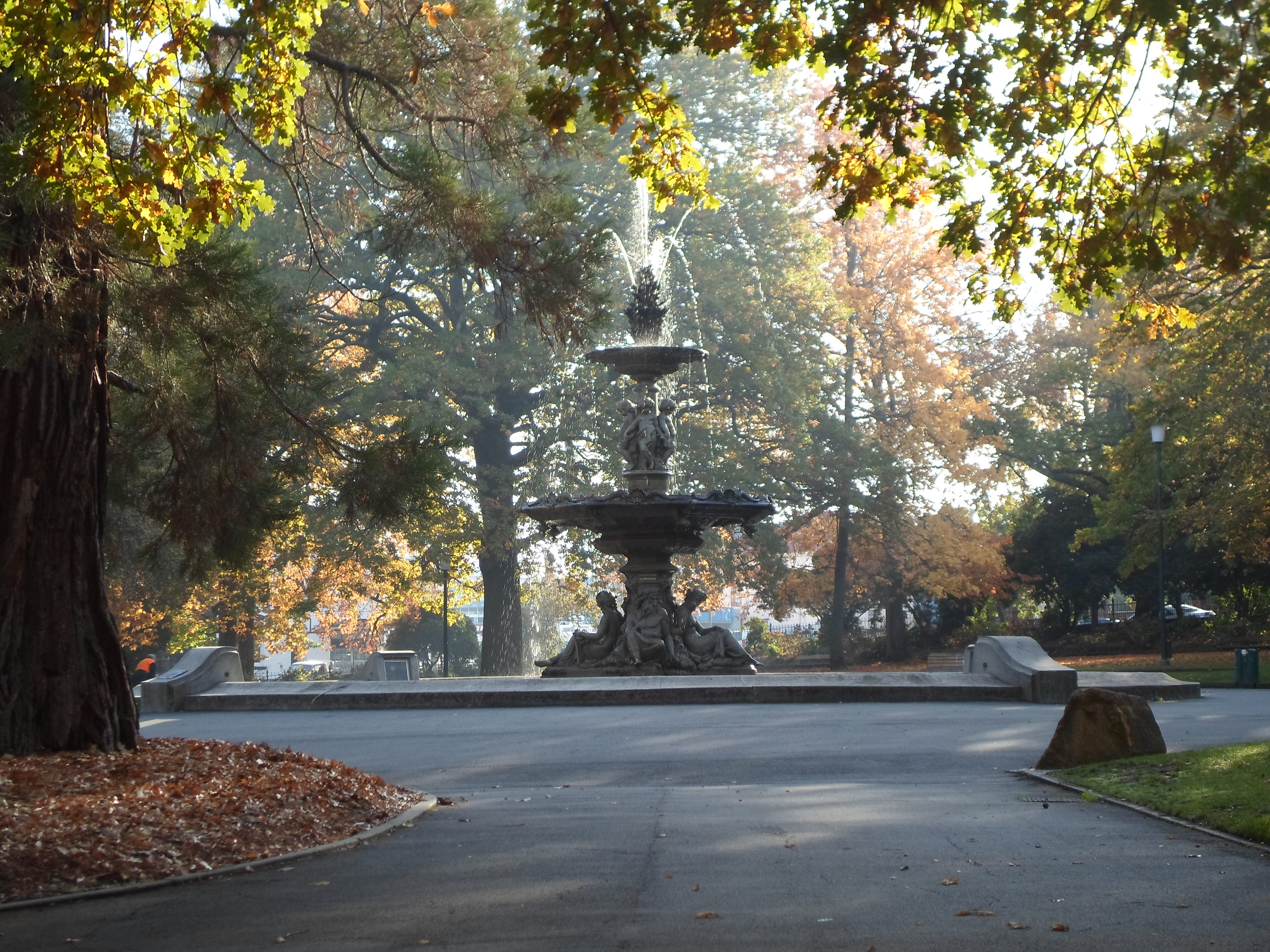
Fontaine Val d'Osne à Launceston

La légende veut que la fontaine ait été commandée par la ville de Launceston au Royaume-Uni, et qu'à cause d'une erreur d'expédition, la fontaine ait été envoyée à Launceston en Tasmanie. Elle a, en fait, bien été commandée par cette municipalité australienne. Elle est implantée, en 1859, au centre de la ville, sur le Prince's Square (en) ,.

### La Fontaine du Jardin anglais à Genève, en Suisse
La fontaine des quatre saisons de Genève a été installée en 1863 dans le Jardin anglais,.

### Autres fontaines
- à Buenos Aires en Argentine, sur l’avenida 9 de Julio, en Argentine[12].
- à Buenos Aires, une seconde, à proximité de la précédente.
- à Maipú en Argentine, place du 12 février[13].
- à Salvador de Bahia au Brésil, sur la Praça Terreiro de Jesus[14].
- à Québec au Canada, fontaine de Tourny, fontaine installée anciennement à Bordeaux, place Valmy.
- à Valparaíso au Chili, la fontaine française de la place Victoria[15].
- au Caire en Égypte, dans le jardin du palais al Tahra[16].
- à Valence en Espagne, la fontaine des 4 saisons (de las cuatro estaciones)[17],[18].
- à Troyes en France, la fontaine Argence[19].
- à Hyères en France, la fontaine Godillot[20].
- à Lisbonne au Portugal, sur la Praça Dom Pedro IV[21].
- à Lisbonne, une seconde sur la même place que la précédente[22].
- à Tacna au Pérou, la Pileta Ornamental (es)[23].
- à Boston aux États-Unis (Massachusetts), la fontaine Brewer[24].
- à Córdoba en Argentine, sur la Plaza Colón (es)[25].

La fontaine située à Liverpool en Angleterre (fontaine Steble (en)), si elle est de la même facture, a été réalisée par la fonderie W.T Allen & Co de Londres ; il s'agit d'une reproduction à l'identique, signée W. Cunliffe. Comme une fontaine "Tourny" a été livrée à Liverpool avant de rejoindre Boston, il est possible qu'elle ait servi de modèle pour la fontaine anglaise.

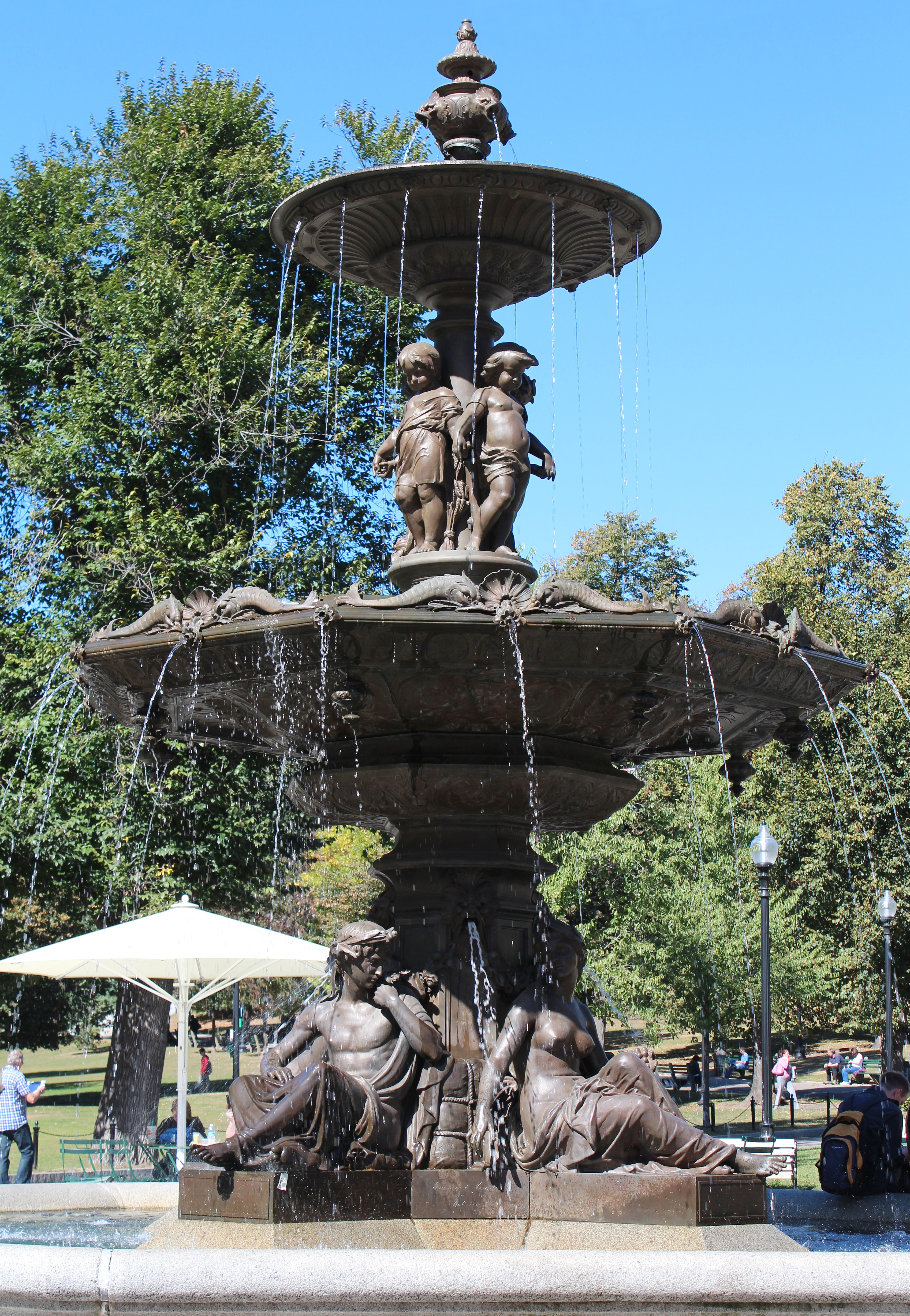
Vue d'ensemble.
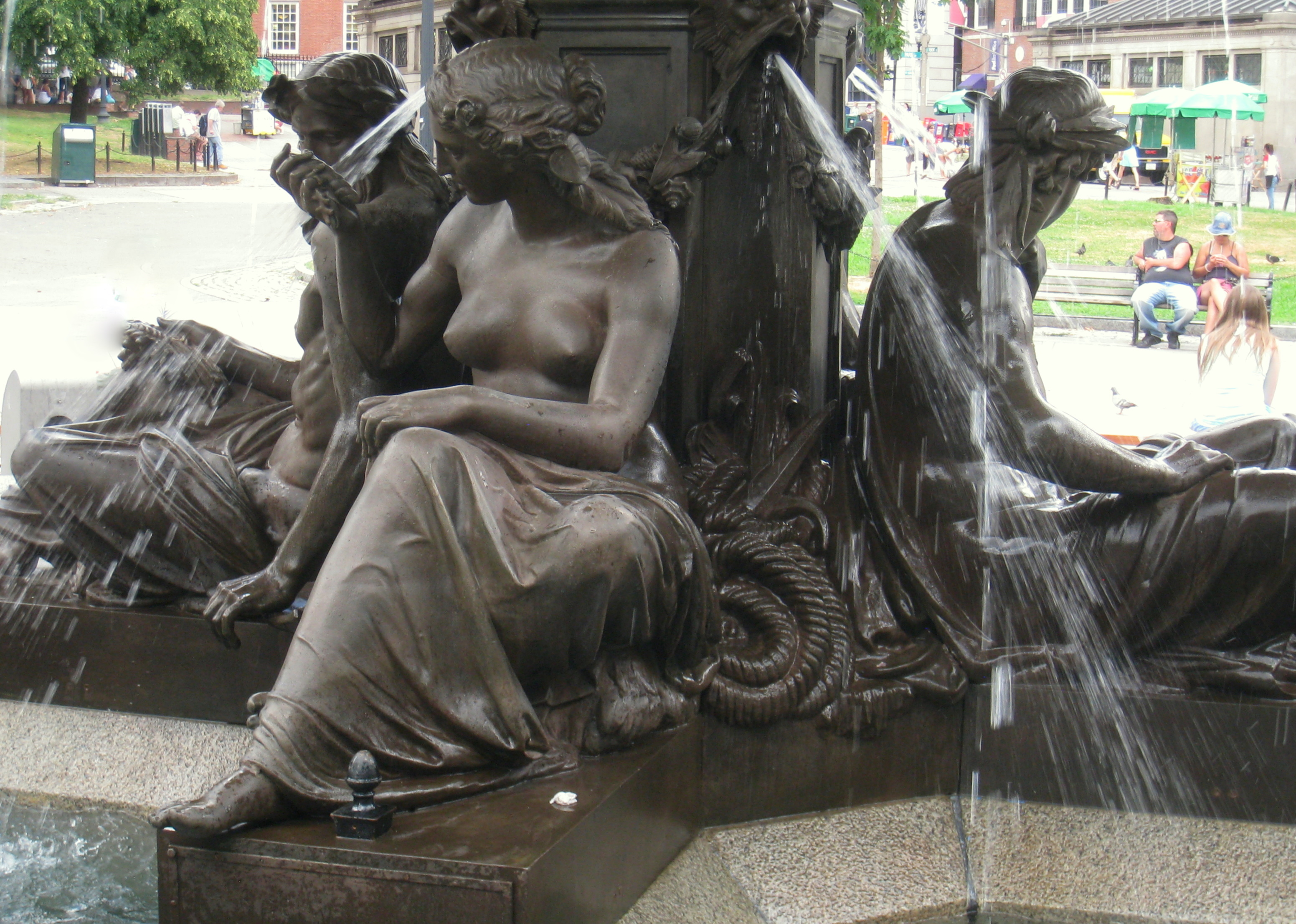
Amphitrite.
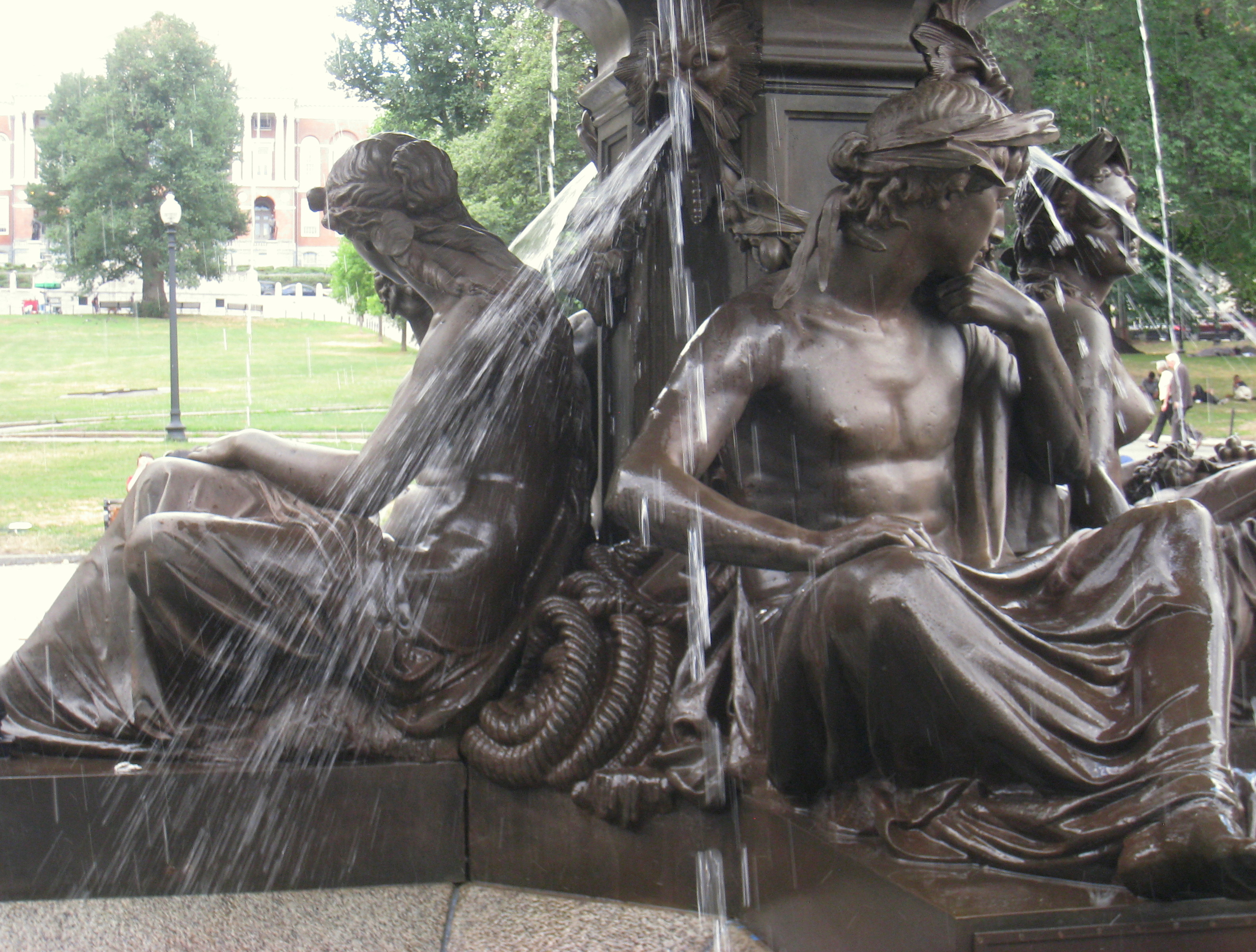
Amphitrite, Acis.
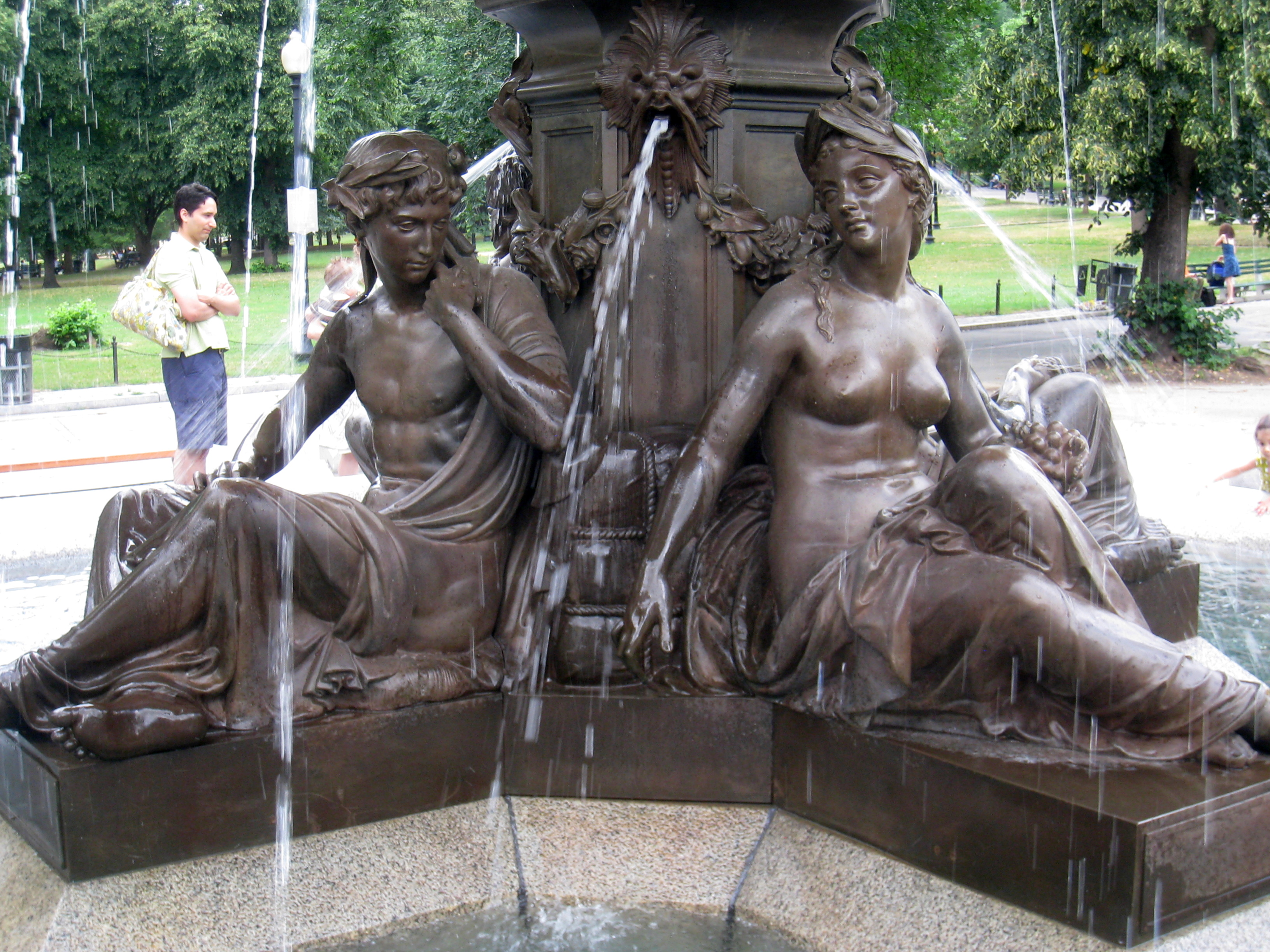
Acis et Galatée.
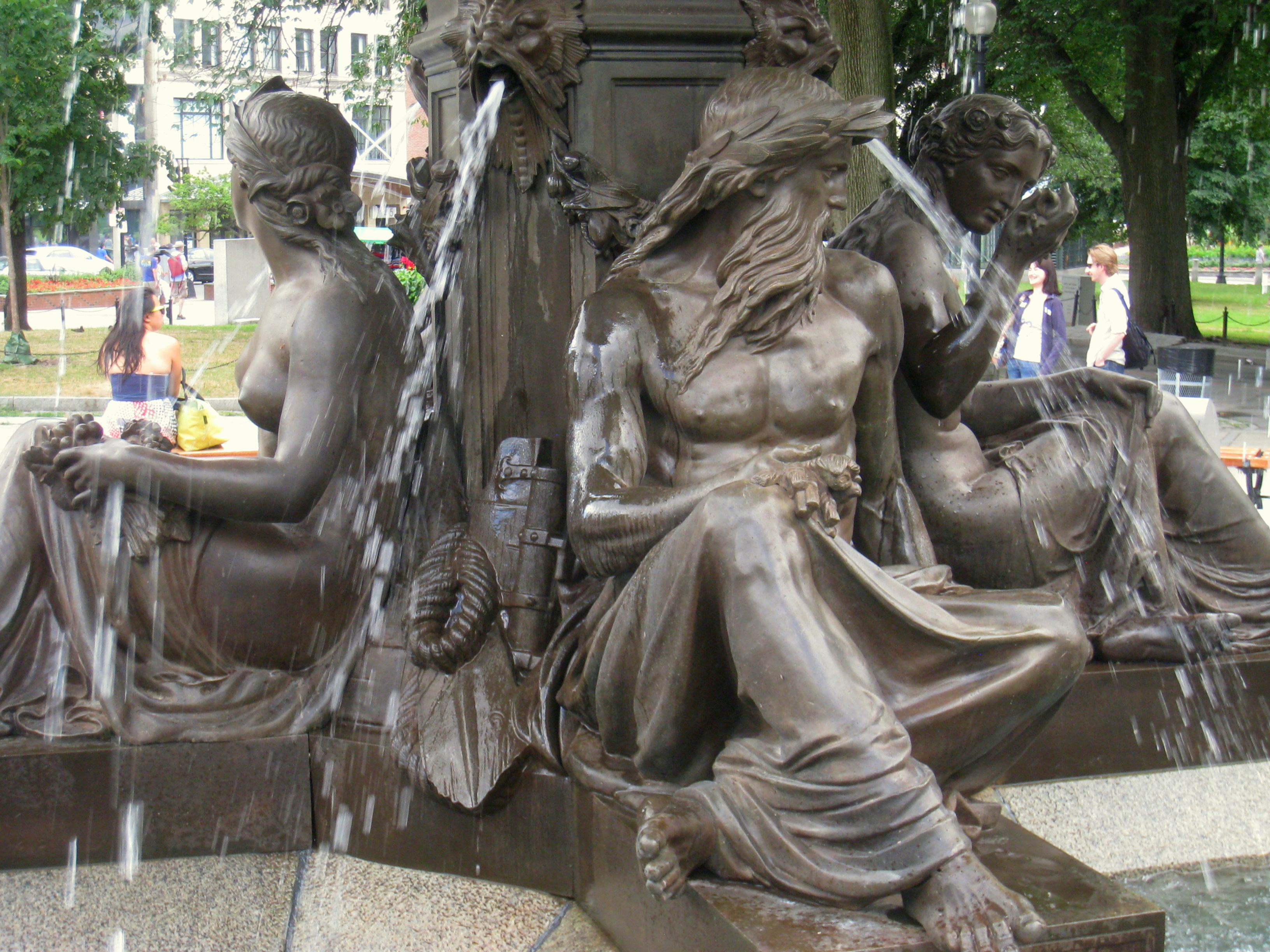
Neptune.
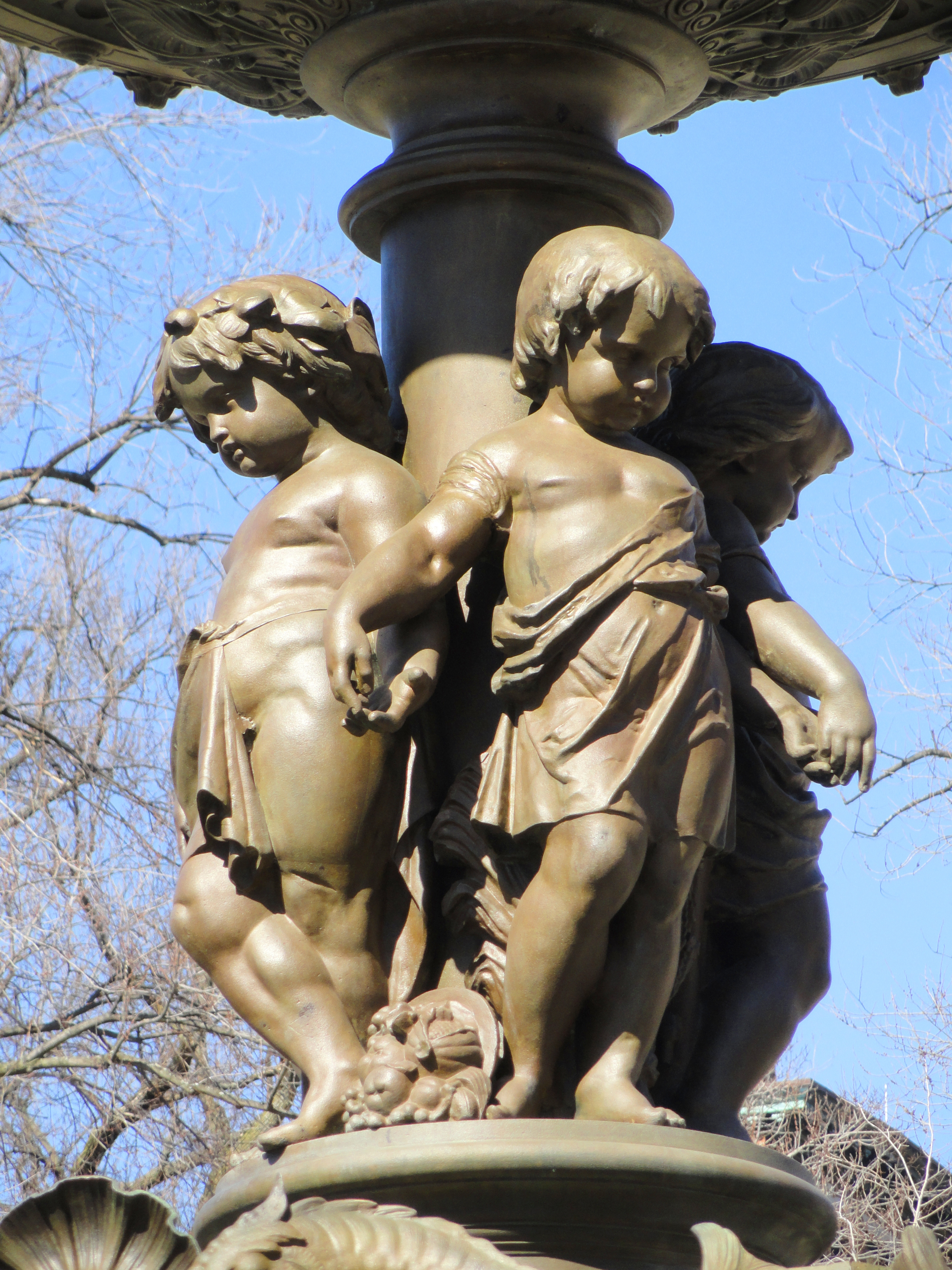
Groupe d'enfants dits putti
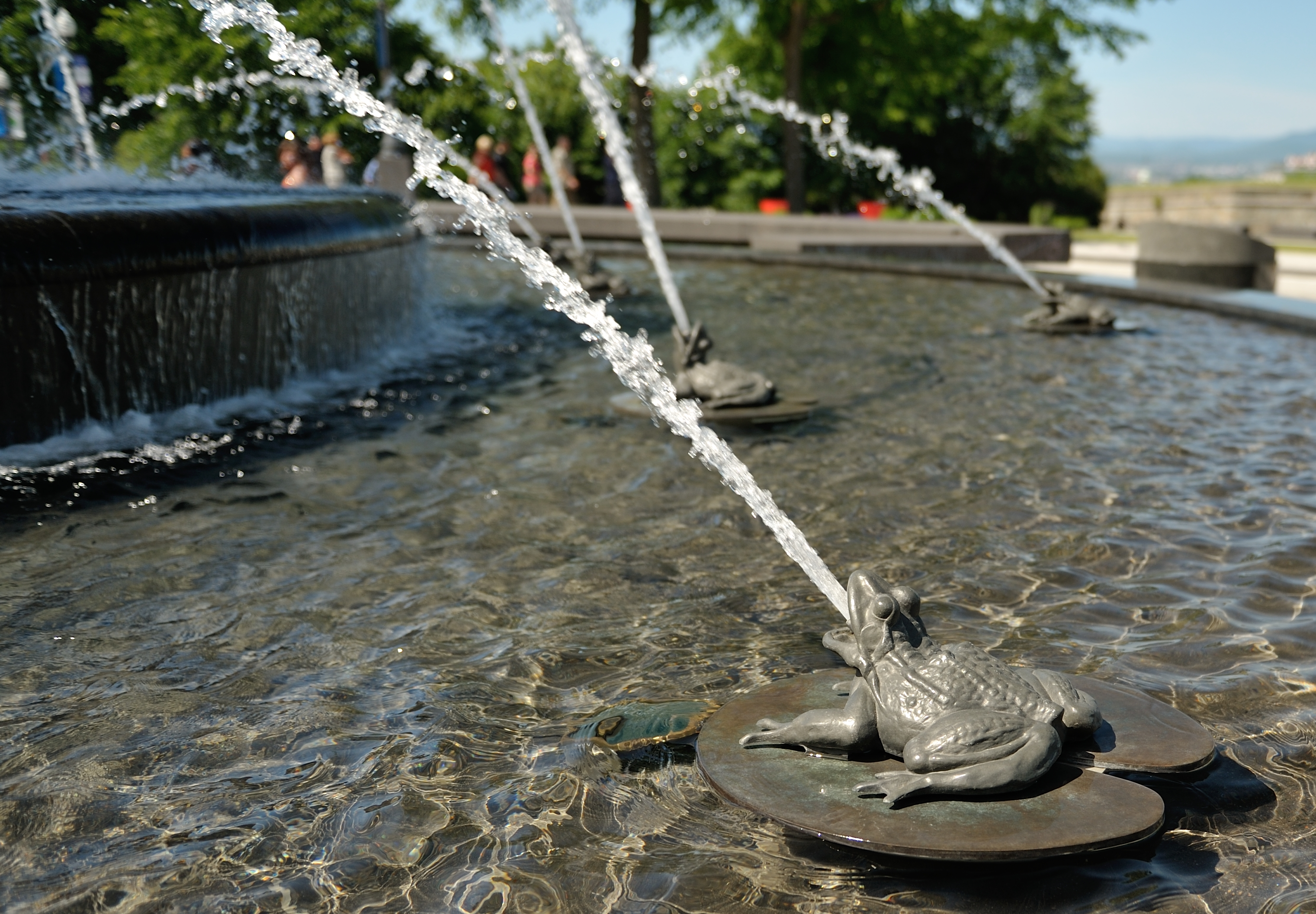
Quatre des 16 grenouilles "cracheuses d'eau"
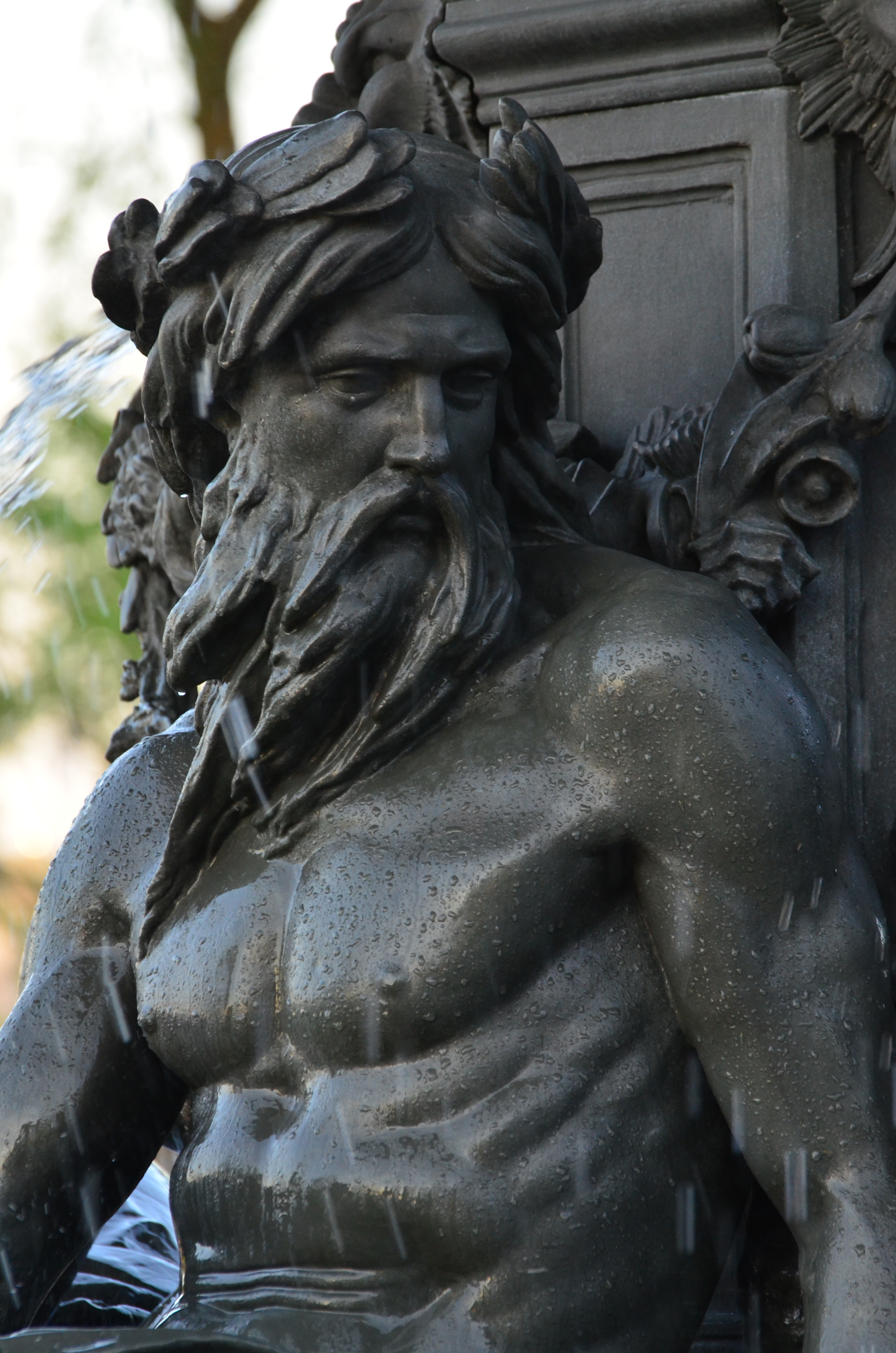
Détail Neptune
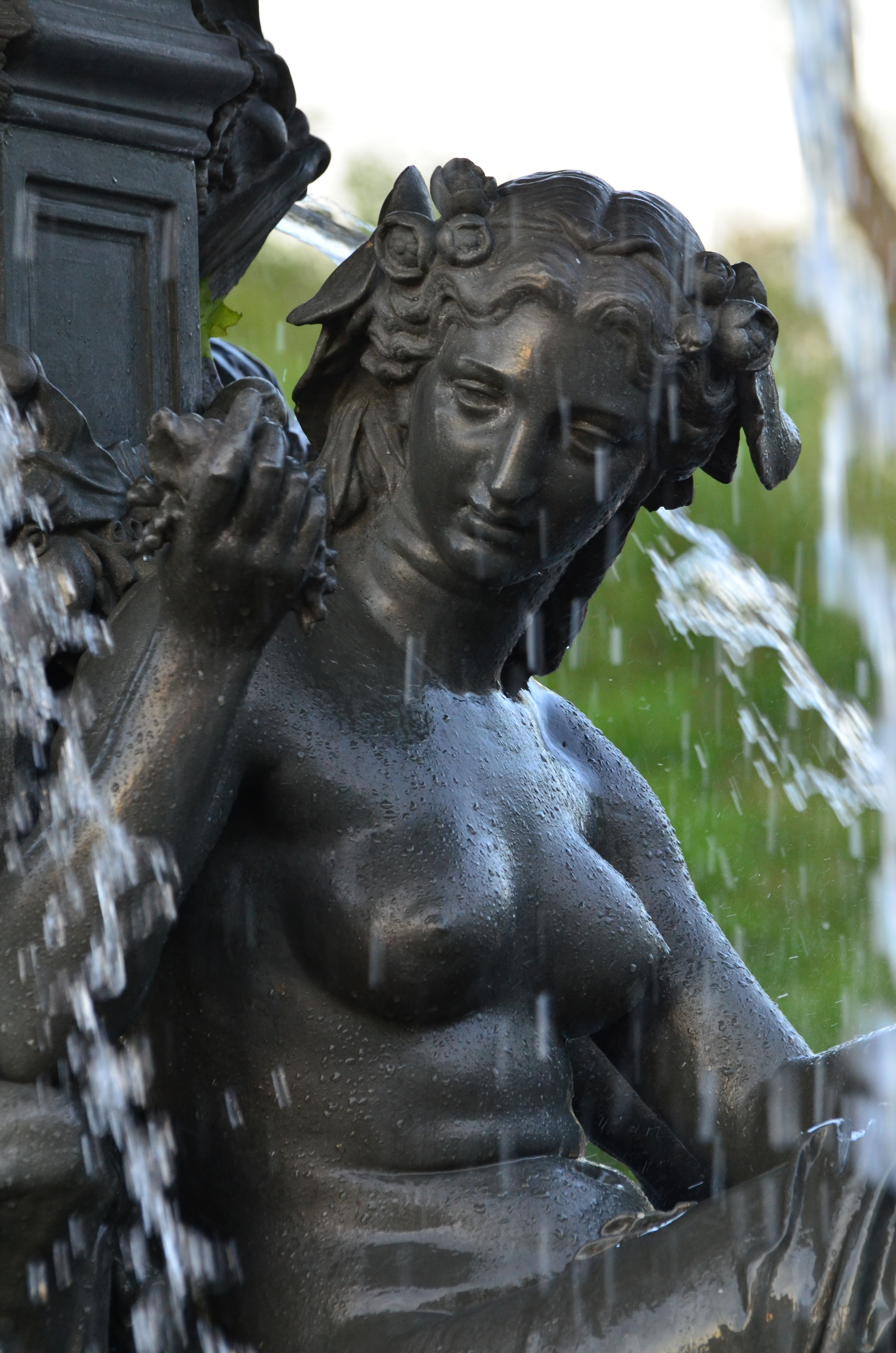
Détail Amphitrite
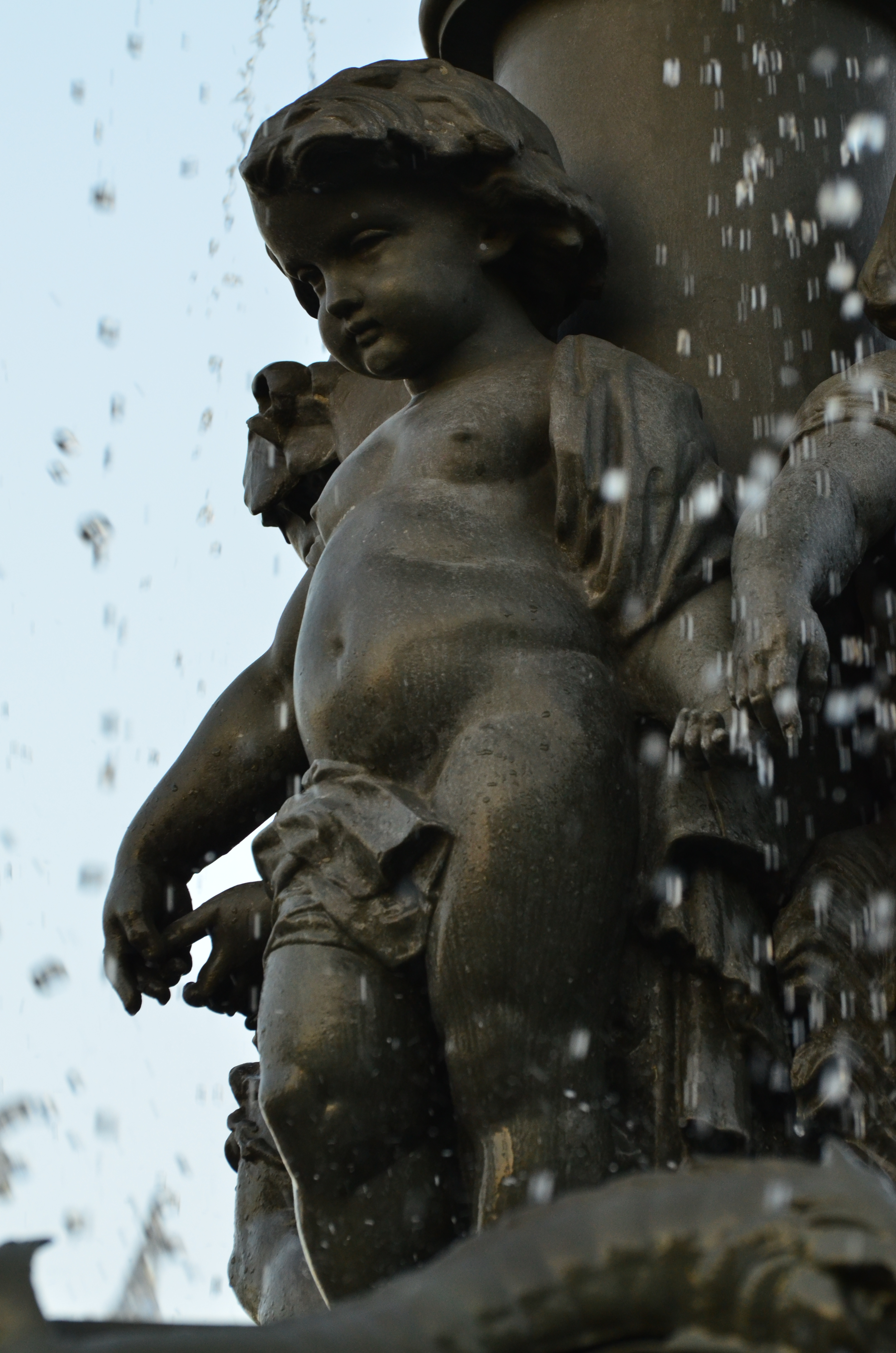
Un des 4 putti

### Fontaines type Tourny disparues ou déplacées
- La fontaine de la place Dufour-Denelle à Saint-Quentin (Aisne), avait été offerte par Robert de Massy, fondateur de la distillerie de Rocourt, et érigée sur la place vers 1878. Gravement endommagée[27] lors des combats de la Grande guerre, elle ne sera pas remise en état.
- La fontaine de la place Guichard à Lyon a été remisée en 1948 ; elle a ensuite disparu[28].
- Les 2 fontaines des allées de Tourny à Bordeaux ont été remisées en août 1961 avant d'être vendues ; ce sont celles qui sont en place aujourd'hui à Soulac-sur-Mer et Québec.
- Une fontaine avait été installée, à la fin du XIXe siècle, place de l'indépendance de Mendoza (Argentine). En 1927, le projet de construction d'un bâtiment gouvernemental au centre de la place a nécessité la déconstruction de la fontaine et sa reconstruction à Maipù, place du 12 février.

### Fontaines avec seulement un ou deux couples
Les 4 statues de la base pouvaient être vendues séparément afin de reconstituer les couples. Ainsi, Neptune et Amphitrite ornent la fontaine de la colline Santa Lucia à Santiago (Chili), inaugurée en 2002, don des descendants de Matías Cousiño qui avait dû les acquérir au XIXe siècle. Dans le parc Isadora Cousiño à Lota (Chili), Neptune et Amphitrite, peintes en blanc, décorent une fontaine naturelle.
Sur la fontaine du parc Lezama à Buenos Aires (Argentine), c'est le couple Acis et Amphitrite qui figure alors que le premier est généralement présenté avec Galatée dont il était amoureux. Sur la fontaine des jardins du château du Pian à Bouliac (Gironde), datant de 1873, c'est le couple Acis-Galathée qui figurait, avant la déconstruction, en 2017, de la fontaine et la mise en vente des sculptures dans la salle d'exposition d'une société d'objets d'Art de Saint-Ouen.
Sur la Praça Piedale de Salvador de Bahia, une fontaine est décorée des 4 personnages principaux.

### Autres
Sur Gençlik Park à Ankara (Turquie), Acis et Galatée décorent l'entrée d'une propriété privée.